# Астафьева, Дарья Викторовна
Дарья (Даша) Викторовна Астафьева (укр. Дарія Вікторівна Астаф'єва; род. 4 августа 1985, Орджоникидзе, Украинская ССР) — украинская модель, певица, актриса

 и телеведущая. Солистка группы NikitA (2008—2017). Приобрела известность, выиграв титул Playmate of the Month юбилейного журнала Playboy (55th Anniversary Playmate), была участницей украинской «Фабрики звёзд», ведущей телеканала М1, появилась на обложке украинского издания журнала Playboy, выпустила два альбома в качестве вокалистки поп-группы NikitA, а также, в 2008 году привлекла внимание Хью Хефнера (1926—2017) — основателя и шеф-редактора журнала Playboy.

## Биография

### Детство и юность
Дарья Викторовна Астафьева родилась 4 августа 1985 года в городе Орджоникидзе Днепропетровской области Украинской ССР. Её отец, Виктор Геннадьевич Астафьев (род. 23 октября 1961), работал на железной дороге, а мать, Ирина Анатольевна Астафьева (д. Полоз) (род. 22 октября 1965) — на тепличном комбинате; у Даши есть младший брат Евгений. В школьные годы девушка росла «гадким утёнком»: она часто подвергалась насмешкам со стороны одноклассников, как за покрытое аллергической сыпью лицо, так и за худощавую комплекцию. Примерной ученицей она также не была: в аттестате Астафьевой четыре тройки по точным наукам. По её собственному признанию, она получала «неуды» по поведению и не пользовалась любовью у некоторых учителей.
После окончания школы поступила на режиссёрский факультет Днепропетровского училища культуры. Спустя несколько лет заявила в одном из интервью, что её выбор был полностью самостоятельный: «[мама] посоветовала выбрать то, к чему лежит душа. Сказала, что нельзя ломать себя ради финансовой или другой выгоды и заниматься нелюбимым делом».

### Карьера

#### Певица
На режиссёрском факультете, где обучалась Астафьева, преподавали вокал. По её словам, занятия ей очень нравились, поэтому она регулярно занималась с преподавателем самостоятельно. Переехав в Киев, Астафьева познакомилась с продюсером Юрием Никитиным, от которого позже получила предложение принять участие в украинской «Фабрике звёзд» (2007). С 2007 года, уже будучи сотрудником компании Mamamusic, Астафьева стала заниматься вокалом профессионально. И хотя став финалисткой, она не заняла призовое место, в дальнейшем Астафьева приобрела популярность благодаря участию в группе NikitA, в состав которой она вошла вместе с Юлией Кавтарадзе, бывшей участницей группы А. Р. М. И. Я.

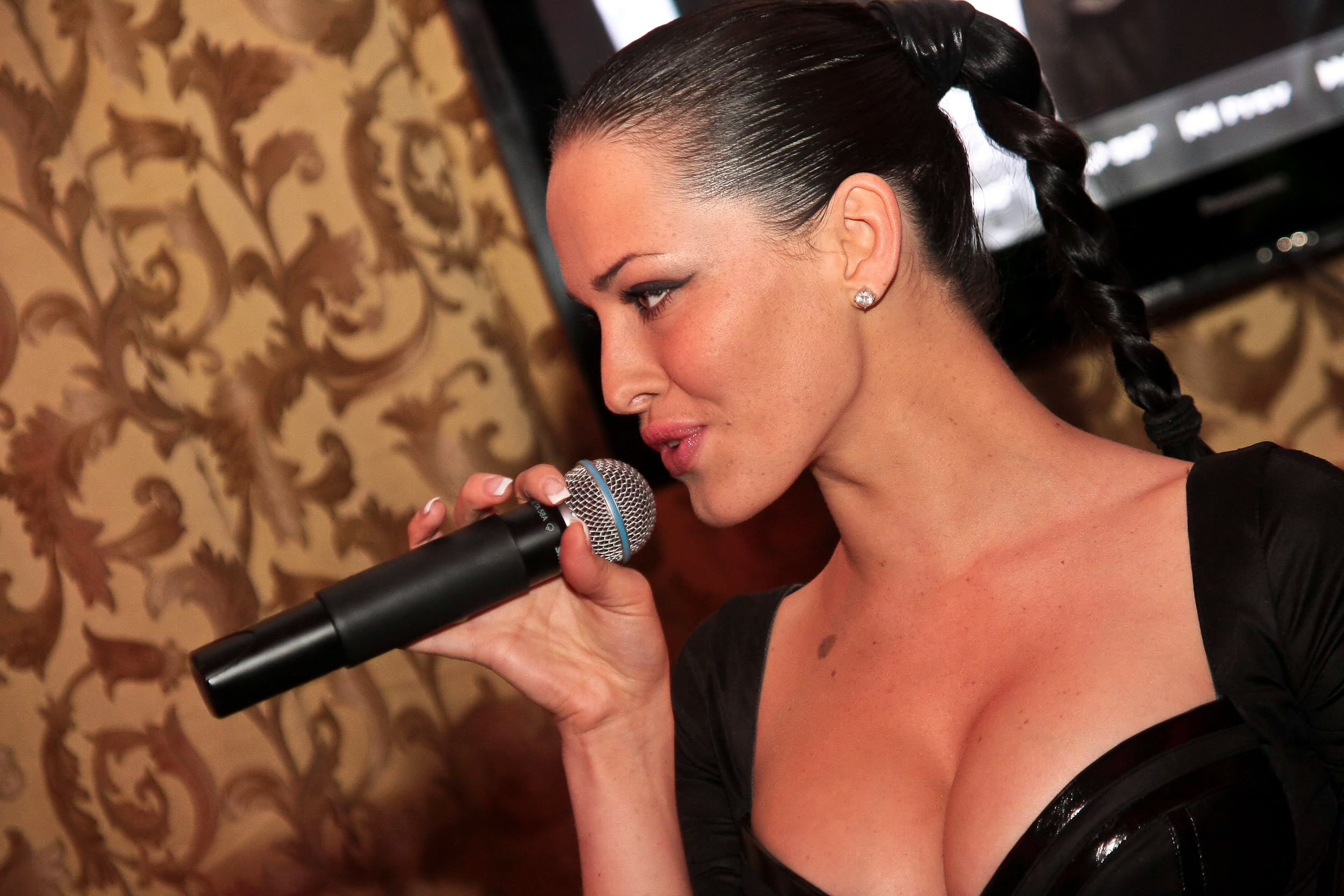
Астафьева исполняет песни на частной вечеринке, 2010 год

В марте 2009 года коллектив выпустил дебютный альбом «Машина». В том же году группа Nikita претендовала на участие в конкурсе «Евровидение» в качестве представителей Украины, но в итоге подали отказ, что было во многом связано с возросшей популярностью Астафьевой как фотомодели.
В 2011 году Астафьева вместе с новой участницей группы NikitA Анастасией Кумейко получила премию «Золотой граммофон» от «Русского радио».
16 ноября 2015 года Астафьева представила дебютный сольный клип на композицию «Управляй мной», написанную Романом Бабенко, автором первых хитов группы NikitA.
28 апреля 2017 года Астафьева выпустила сольную песню «Свадьба», которую для неё написал Дмитрий Мироненко, а аранжировку для композиции сделала компания Monatik Chilibi Sound. В сентябре того же года контракт певицы с продюсерским центром Mamamusic досрочно завершился, в связи с чем она покинула группу NikitA. В октябре Астафьева выступила на концерте «Музыкальная платформа» во Дворце «Украина», где исполнила песню «Самое главное» и представила собственный музыкальный проект D.A.band, в который, помимо неё самой, вошли две бэк-вокалистки, две солистки балета и трое музыкантов. В декабре исполнительница выпустила клип на песню «Самое главное», снятый Константином Гордиенко.
В мае 2018 года Астафьева представила композицию «Аста ла виста», слова и музыку к которой написал Миша Крупин. 14 августа исполнительница выступила на конкурсе красоты «Мисс Украина Вселенная 2018», где исполнила песни «Аста ла виста» и «Самое главное» и получила титул самой красивой певицы по решению национального комитета «Мисс Украина Вселенная». 10 октября состоялась премьера клипа на сингл «Fetish», режиссёром которого выступил Шах Талифта. В декабре Астафьева представила видео на песню «Зима», которое снималось в Париже и в одном из лесов под Киевом.
В марте 2019 года были выпущены сингл и клип «Playmate». Режиссёром видео стал Шах Талифта, съёмки проходили в Киеве. 26 июля певица выступила лирик-видео на композицию «Основной инстинкт», снятое Иваном Колпаком.
В сентябре 2020 год Астафьева представила песню и клип «Белая рубашка». Автором композиции выступил Дмитрий Мироненко, а видео было снято под руководством Ивана Кваши.

#### Модель
В интервью мужскому интернет-порталу AskMen.com Астафьева заявила, что начала мечтать о карьере модели Playboy с девяти лет, когда случайно нашла дома выпуск журнала с Катариной Витт на обложке. В действительности же Витт появилась на обложке американского издания журнала лишь в декабре 1998 года, когда Астафьевой было 13 лет.
В 16 лет Астафьева принимала участие в конкурсе красоты, который проходил в Днепропетровске. Там она познакомилась с моделью из Дании, которая и посоветовала её попробовать себя в качестве фотомодели. Когда Астафьева пришла в студию сделать портфолио, то фотограф, выполнив основную работу, предложил ей сняться обнажённой, на что девушка согласилась. По словам Астафьевой, когда она впервые разделась, то не располагала идеальными женскими формами: «… у меня был первый размер груди и спортивная фигура — я занималась акробатикой. А потом вдруг стала расцветать. Наверное, я сама к себе „притянула“ фигуру…» Ни в тот раз, ни в дальнейшем Астафьева не платила фотографам: расчёт проходил по схеме «время за материал». С 16 до 20 лет фотосессии у Астафьевой проходили практически каждый день. Один известный фотограф, интересовавшийся двойниками, увидев фотографии Астафьевой, посчитал, что она внешне похожа на Бетти Пейдж — американскую модель 1950-х годов. В её роли и прошла первая серьёзная фотосессия Астафьевой.
В апреле 2006 года Астафьева стала «playmate месяца» украинского издания Playboy, а уже в 2007 году выиграла титул «девушки года». По словам главного редактора «Playboy Украина» Влада Фисуна, на этот раз правила выбора лучшей девушки были изменены: решение принимала не редколлегия журнала, а сами читатели путём SMS-голосования, таким образом в определённой степени победу девушке обеспечила её популярность как участницы «Фабрики звёзд». Фотосессию Астафьевой для украинского выпуска Playboy перепечатали 15 изданий журнала во всем мире. После того, как фотографии попали в американскую редколлегию в июне 2008 года, модель пригласили на съёмки в США. Астафьевой было предложено участие в конкурсе на юбилейную обложку в честь 55-летия журнала. До этого кастинг прошёл по всему миру, среди всех претенденток были выбраны пять американок, украинка же была приглашена вне конкурса.

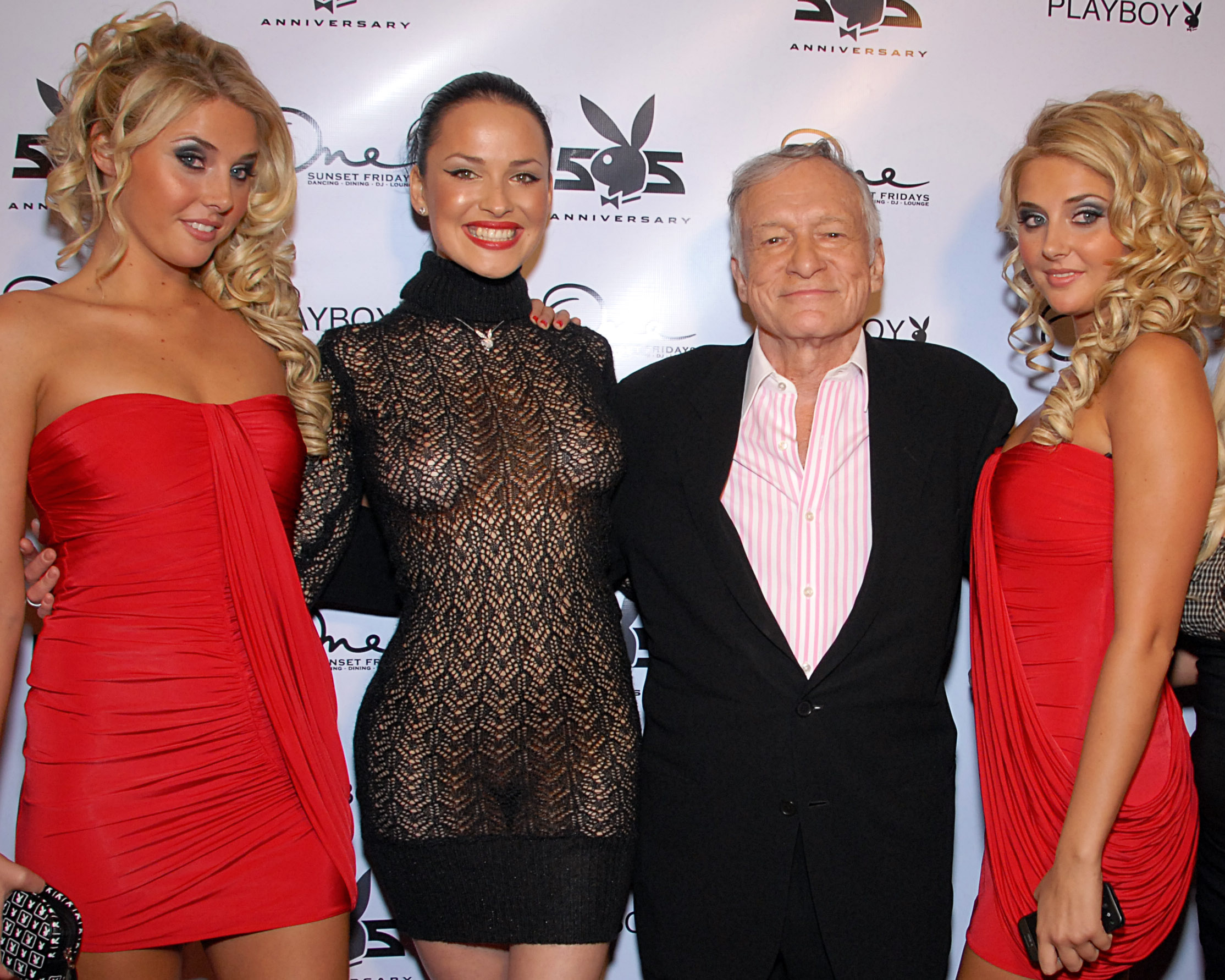
Кристина Шэнон, Даша Астафьева, Хью Хефнер и Карисса Шэнон на вечеринке, посвящённой юбилейному выпуску журнала Playboy

Оказавшись на вилле Хью Хефнера, 82-летнего основателя Playboy, Астафьева сразу стала объектом его внимания. Позже, объясняя причины симпатии с его стороны, она вспоминала: «мы с ним очень похожи: слушаем одну и ту же музыку, смотрим одни и те же фильмы (преимущественно старые), читаем одни и те же книги. Хеф как-то признался мне, что видит во мне своё отражение». Кроме того, многие, в том числе и сам Хефнер, отмечали физическое сходство Астафьевой и Бетти Пейдж.
Второй раз Астафьева посетила виллу Хефнера в декабре 2008 года накануне объявления имени победительницы юбилейного номера Playboy. На вечеринке, посвящённой этому событию, она эпатировала американскую публику, появившись в прозрачном платье, а затем сняв трусики и выбросив их в толпу. Позже причину своих действий модель объясняла так:
Хеф мне сделал комплимент: «Вау, Даша, какое красивое белье! А угадайте, какое белье мне нравится больше всего!». Девчонки загалдели: «Красное-классное! Телесное!»… «Ясно, какое», — засмеялась я и стянула трусики на глазах у изумлённых фотографов. «Правильно — я люблю голых девушек!» — аплодировал Хеф.
Подписав контракт с Playboy летом 2008 года, Астафьева обязалась не сниматься обнажённой для любых других изданий на протяжении двух лет. Она неоднократно утверждала, что последующую карьеру модели намеревается связать именно с Playboy.
В 2009 году, когда группа Nikita попала в отборочный тур на конкурс «Евровидение», Даша одновременно получила предложение сняться в американской многосерийной телепередаче «Girls Next Door» (в переводе с англ. — «Девушки-соседки»). В результате группа подала отказ на участие в музыкальном конкурсе. По словам Астафьевой, продюсер Юрий Никитин встретил её решение с пониманием.
В том же 2009 году Астафьева стала лицом бренда украинского дизайнера Ольги Громовой «Gromova Design» в Америке. Для создания фотосессии был приглашён известный фотограф Гвидо Арджентини. Как сообщила продюсерская компания Mamamusic, он был удивлён высоким профессионализмом модели:
Время супермоделей ушло, наступила эпоха персоналий. Даша — это квинтэссенция славянской красоты, пластики и скромности.Гвидо Арджентини
Высокие модельные данные Астафьевой отметил и известный фотограф Стивен Вайда, который, по словам самой Астафьевой, во время фотосъёмок для Playboy признался, что всегда считал лучшими моделями журнала Памелу Андерсон и Викторию Сильвстедт. «Но теперь, — сказал 62-летний фотограф, — могу с уверенностью констатировать: лучше, чем ты, за свою жизнь не встречал!».
В июне 2010 года Астафьева вместе с Юлией Кавтарадзе появилась на обложке мужского журнала XXL, чем нарушила ранее установленные договорённости с Playboy. Решение о взыскании с модели штрафа, размер которого был определён в 300 тыс. долларов, принадлежало Хью Хефнеру. После личной встречи с девушкой в начале июня владелец Playboy решил не накладывать санкции.

#### Другая деятельность
Помимо работы в музыкальной индустрии и съёмок для журналов Астафьева также пробовала себя в роли телеведущей и актрисы. На протяжении четырёх месяцев она была ведущей телевизионной программы «Кино» на общенациональном телеканале «Тонис», программы «Погода» на общенациональном музыкальном телеканале «М1», а по состоянию на 2011 год вела собственную эротическую рубрику в общественно-политическом издании «БЛИК» (тираж издания 369 000), в которой отвечает на вопросы читателей о сексе.
Осенью 2010 года Астафьева в паре с актёром Игорем Верником приняла участие в музыкальном шоу «Зірка+Зірка» на телеканале «1+1».
В феврале 2010 года Астафьева дебютировала в качестве актрисы в одной из короткометражек альманаха «Влюблённые в Киев», снятого по аналогу знаменитых «Париж, я люблю тебя», «Нью-Йорк, я люблю тебя». По сюжету фильма в героиню Астафьевой — киевлянку — влюбляется москвич, роль которого исполнил Илья Исаев. Бросив семью в Москве, парень приезжает в Киев, где у него завязываются серьёзные отношения с главной героиней. Помешать ему сделать главную ошибку в жизни пытается родной брат героя, которого сыграл Александр Яценко. Но, приехав на место событий, он сам влюбляется в героиню Астафьевой. В мае 2011 фильм был презентован на 64-м Каннском кинофестивале.
В 2011 году стала послом сайта знакомств AnastasiaDate.
В 2021 году принимала участие в музыкальном проекте «Маска» на телеканале «Украина».

## Семья и личная жизнь
В семье Астафьевых, кроме Дарьи, есть также сын Евгений, который младше сестры на пять лет. По словам Дарьи, родители гордятся ею, мать при встрече всем интересующимся демонстрирует портфолио дочери.
Первой любовью Астафьевой, по её словам, был парень из школы, отношения с которым продлились семь лет. Как вспоминала сама Астафьева: «мне было 17 лет, мне очень нравился один мальчик, и я делала все первые шаги сама». На вопрос о первом сексуальном опыте, Дарья добавила: «да, я была настолько влюблена, что первой соблазнила его». Причину расставания Астафьева объяснила так: «наши жизненные интересы стали сильно разниться. Ещё мне кажется, его не устраивало, что я все в своей жизни контролирую и не всегда позволяю мужчине руководить собой». Вернувшись впервые из Америки Астафьева в одном из интервью сказала, что не представляет, «как бы сложилось, если бы рядом был любимый человек. Возможно, я бы даже никуда и не поехала».

С момента первого пребывания в особняке Хефнера Астафьева широко афишировала тёплые отношения, которые сложились между ними. Она неоднократно подчёркивала, что Хефнер уделял ей внимания намного больше, чем всем остальным девушкам в поместье, включая и своих так называемых «жён». Тем не менее Астафьева отрицала какую-либо интимную близость:
Ко мне же он никогда не приставал. Так уж повелось, что Хеф спит только с блондинками. Его симпатия к Бэтти Пейдж и ко мне — исключение. Конечно, я не могу утверждать, но если бы проявила к нему более чем симпатию, наверное, он бы и меня пригласил к себе. Но у нас чисто платонические отношения. Да, я его без конца у всех на глазах обнимаю, целую и признаюсь в любви. Дарю необычные подарки: наш с ним портрет, украинскую национальную рубашку, футболку со своим изображением… Просто я очень люблю его как человека. И он чувствует, где грань того, что можно позволить себе с женщиной.
В мае 2009 года, когда Астафьева собиралась в очередной раз посетить особняк Хефнера, в прессе появилось сообщение, что она стала заниматься живописью. Сама модель объяснила своё новое хобби наличием свободного времени, которое появилось после операции на колене. Подарив свою первую картину матери, девушка работала над следующей, которую намеревалась подарить Хефнеру.
В 2016 году стало известно об отношениях Астафьевой с бизнесменом Артёмом Кимом. Через год пара объявила о помолвке. В 2021 году в программе Алексея Дурнева «ТикТок минутка» Астафьева сообщила о расставании с Кимом.

## Увлечения и интересы
Среди своих любимых музыкантов Астафьева называет Нину Симон, Sade, Рэя Энтони, Роя Орбисона и Нино Катамадзе. По словам Дарьи, в профессиональном плане она восторгается Бетти Пейдж: «она стала первой и самой лучшей в моём любимом стиле пинап». В юности у Астафьевой всегда было много увлечений, в частности она посещала кружок плетения ковров, шесть лет занималась акробатикой. По словам её матери, Ирины Анатольевны, она всегда красиво рисовала и любила танцевать.

## Дискография

### Альбомы
В составе группы NikitA
- «Машина» (2009)
- «Хозяин» (2014)

### Синглы
Сольно
| Название            | Альбом | Год  |
| ------------------- | ------ | ---- |
| «Управляй мной»     | TBA    | 2015 |
| «Свадьба»           | TBA    | 2017 |
| «Самое главное»     | TBA    | 2017 |
| «Аста ла виста»     | TBA    | 2018 |
| «Fetish»            | TBA    | 2018 |
| «Зима»              | TBA    | 2018 |
| «Playmate»          | TBA    | 2019 |
| «Основной инстинкт» | TBA    | 2019 |
| «Белая рубашка»     | TBA    | 2020 |

## Видеография
| Год                           | Клип                                         | Режиссёр                   | Альбом                     |
| В составе группы NikitA       | В составе группы NikitA                      | В составе группы NikitA    | В составе группы NikitA    |
| ----------------------------- | -------------------------------------------- | -------------------------- | -------------------------- |
| 2008                          | «Машина»                                     | Александр Филатович        | «Машина»                   |
| 2008                          | «Зайчик»                                     | Александр Филатович        | «Машина»                   |
| 2009                          | «Солдат»                                     | Виктор Скуратовский        | «Машина»                   |
| 2009                          | «Верёвки»                                    | Виктор Скуратовский        | «Машина»                   |
| 2010                          | «Королева»                                   | Сергей Ткаченко            | «Машина»                   |
| 2011                          | «Искусаю» / «Bite»                           | Сергей Ткаченко            | «Машина» (Special Edition) |
| 2011                          | «20:12» / «My Love»                          | Сергей Ткаченко            | без альбома                |
| 2012                          | «Это чувство»                                | Артем Семакин              | «Машина»                   |
| 2012                          | «Авокадо» / «Avocado»                        | Сергей Ткаченко            | «Хозяин»                   |
| 2013                          | «Синее платье»                               | Александр Шапиро           | «Хозяин»                   |
| 2013                          | «Игра» / «Johnny Go!»                        | Олег Борщевский            | «Хозяин»                   |
| 2014                          | «Химия»                                      | Тарас Воробец              | «Хозяин»                   |
| 2014                          | «Хозяин»                                     | Сергей Ткаченко            | «Хозяин»                   |
| 2015                          | «Водопадом»                                  | Тарас Воробец              | без альбома                |
| 2015                          | «Делай»                                      | Тарас Воробец              | «Хозяин»                   |
| 2015                          | «Вдыхай» / «Breathe In»                      | Анна Гурбан, Тарас Воробец | без альбома                |
| 2017                          | «Несмелая»                                   | Алан Бадоев                | без альбома                |
| Сольная карьера               |                                              |                            |                            |
| 2015                          | «Управляй мной»                              | Анна Гурбан, Тарас Воробец | без альбома                |
| 2017                          | «Самое главное»                              | Константин Гордиенко       | без альбома                |
| 2018                          | «Fetish»                                     | Шах Талифта                | без альбома                |
| 2019                          | «Playmate»                                   | Шах Талифта                | без альбома                |
| 2019                          | «Основной инстинкт» (Lyric video)            | Иван Колпак                | без альбома                |
| 2020                          | «Белая рубашка»                              | Иван Кваша                 | без альбома                |
| Участие у других исполнителей |                                              |                            |                            |
| 2008                          | «За высокими березами» (клип группы Авиатор) | Виктор Скуратовский        | без альбома                |
| 2011                          | «Весна» (клип группы Авиатор)                | Сергей Ткаченко            | без альбома                |
| 2014                          | «Зима» (клип ЮНГ)                            | Тарас Воробец              | без альбома                |
| 2015                          | «Учителька» (клип группы Курган & Агрегат)   |                            | без альбома                |

## Фильмография
| Год  |     | Русское название       | Оригинальное название            | Роль             |
| ---- | --- | ---------------------- | -------------------------------- | ---------------- |
| 2005 | с   | Соседка                | The Girls Next Door              | играет саму себя |
| 2011 | с   | Костоправ              | Костоправ                        | Лара             |
| 2011 | с   | Влюблённые в Киев      | Закохані у Київ                  | Лилия            |
| 2011 | кор | Ведьма                 | Оригинальное название неизвестно |                  |
| 2013 | ф   | Что творят мужчины!    | Что творят мужчины!              |                  |
| 2013 | ф   | Остров везения         | Остров везения                   | клофелинщица     |
| 2015 | ф   | Оккупация              | Оригинальное название неизвестно | Мария            |
| 2016 | ф   | Ночь святого Валентина | Оригинальное название неизвестно |                  |
| 2017 | ф   | Свингеры               | Свінгери                         | Света            |
| 2019 | ф   | Продюсер               | Продюсер                         |                  |
| 2019 | ф   | Свингеры-2             | Свінгери-2                       | Света            |

## Награды и номинации (сольно)
- 2017 — Премия «Музыкальная Платформа» за песню «Самоё Главное»[источник не указан 2697 дней].
- 2018 — «Самая красивая певица» по версии конкурса «Мисс Вселенная»[20]
- 2022 — Знак отличия Президента Украины «Золотое сердце» (9 декабря 2022 года) — за весомый личный вклад в оказание волонтёрской помощи и развитие волонтёрского движения, в частности, при осуществлении мероприятий по обеспечению обороны Украины, защите безопасности населения и интересов государства в связи с военной агрессией Российской Федерации против Украины и преодоления её последствий[48]